# T Ceti
T Ceti è una stella gigante brillante rossa di magnitudine 5,74 situata nella costellazione della Balena. Dista 775 anni luce dal sistema solare. 
La sua velocità radiale positiva indica che la stella si sta allontanando dal sistema solare.

## Osservazione
Si tratta di una stella situata nell'emisfero celeste australe; grazie alla sua posizione non fortemente australe, può essere osservata dalla gran parte delle regioni della Terra, sebbene gli osservatori dell'emisfero sud siano più avvantaggiati. Nei pressi dell'Antartide appare circumpolare, mentre resta sempre invisibile solo in prossimità del circolo polare artico. La sua magnitudine pari a 5,7 la pone al limite della visibilità ad occhio nudo, pertanto per essere osservata senza l'ausilio di strumenti occorre un cielo limpido e possibilmente senza Luna.
Il periodo migliore per la sua osservazione nel cielo serale ricade nei mesi compresi fra settembre e febbraio; da entrambi gli emisferi il periodo di visibilità rimane indicativamente lo stesso, grazie alla posizione della stella non lontana dall'equatore celeste.

## Caratteristiche fisiche
La stella è una gigante brillante rossa, variabile semiregolare (SRC); possiede una magnitudine assoluta di -1,14. La stella è una variabile semiregolare ed appartiene al gruppo delle stelle al tecnezio.